# Сахнівський скарб
Сахнівський скарб — скарб, знайдений у 1900 році на території городища «Дівич-гора», що біля села Сахнівка на березі річки Рось, Черкаська область.
Скарб датується другою половиною 12 століття і складається із золотих прикрас. Найвідомішою і найкраще дослідженою є діадема із дохристиянськими мотивами, та, як вважають дослідники, із зображенням Александра Македонського. Діадема оздоблена в техніці перегородчастої емалі.

Складається з 7-ми золотих килеподібних подвійних пластин («кіотців»), лицьовий бік яких прикрашений перегородчастою емаллю. Довжина діадеми з бічними трапецієподібними пластинами бл. 35 см. На центральній пластині зображено вознесіння Александра Македонського (середньовічний сюжет, де герой підноситься в небо, стоячи в коробі, який тягнуть грифони). Александр одягнений в імператорський костюм. На інших пластинах зображено розетки із кринів, пелюсток, гілок, мигдалин тощо. Імовірно, діадему виготовлено в Києві у 2-й пол. 12 ст. в майстерні, де працювали руські і візантійські майстри. Функціонально С.д. є осн. частиною парадного князівського головного убору — вінця (на думку більшості дослідників — жіночого).
Крім діадеми, серед речей скарбу виділяється нагрудна прикраса із медальйонів із зображеннями на суміжну тематику, намисто.
Аналогічна діядема знайдена у Болгарії у місті Преславль у складі скарбу 10 століття із монетами візантійських імператорів Костянтина Багрянородного та Романа.